# Колесов, Гаврил Гаврильевич (шашист)
Гаврил Гаврильевич Колесов (7 сентября 1979, с. Дябыла, Чурапчинский район, Якутская АССР, СССР) — российский шашист, специализирующийся в игре на малой доске (шашки-64), многократный чемпион мира по русским и бразильским шашкам, чемпион Европы по русским шашкам в быстрых шашках и блице 2010 года, шестикратный чемпион России по русским шашкам (2010, 2012, 2015, 2016, 2020, 2024). Международный гроссмейстер, гроссмейстер России.

## Биография
Родился 7 сентября 1979 года в с. Дябыла Чурапчинского района Якутской АССР. Шашками начал заниматься с пяти лет. В 1995 году закончил Чурапчинскую республиканскую спортивную школу-интернат им. Д. П. Коркина. В 1996 году стал первым чемпионом мира по русским шашкам и первым международным гроссмейстером среди якутов.
В 2001 году окончил Якутский педагогический институт при Якутском государственном университете по специальности «Социальный педагог».

## Спортивные достижения
Семикратный чемпион мира (1996, 1997, 2000, 2002, 2004, 2006, 2012).
Бронзовый призёр Кубка России (в блице), 2010 г.
Победитель турнира по международным шашкам Салоу—Опен 2013 года.

## Награды и звания
- Мастер спорта (1993)
- Гроссмейстер России (1999)
- Международный гроссмейстер (1996)
- Лауреат премии им. Д. П. Коркина (1994)
- Лауреат премии им. С. А. Новгородова
- Стипендиат национального фонда «Барҕарыы» при Президенте РС(Я)
- Лучший спортсмен года Республики Саха (Якутия) (1992, 1993, 1996, 1997, 2000, 2002, 2003, 2004)
- Заслуженный работник физической культуры Республики Саха (Якутия) (2000)
- Почётный гражданин Чурапчинского улуса (2002)[1]